# People's Choice Awards 2007
La 33ª edizione dei People's Choice Awards si è svolta il 9 gennaio 2007 allo Shrine Auditorium di Los Angeles. La cerimonia è stata presentata da Queen Latifah e trasmessa dalla CBS.
In seguito sono elencate le categorie. Il relativo vincitore è stato indicato indicato in grassetto.

## Cinema

### Film

#### Film preferito
- Pirati dei Caraibi - La maledizione del forziere fantasma (Pirates of the Caribbean: Dead Man's Chest), regia di Gore Verbinski
- Cars - Motori ruggenti (Cars), regia di John Lasseter
- X-Men - Conflitto finale (X-Men: The Last Stand), regia di Brett Ratner

#### Film drammatico preferito
- Pirati dei Caraibi - La maledizione del forziere fantasma (Pirates of the Caribbean: Dead Man's Chest), regia di Gore Verbinski
- Il codice da Vinci (The Da Vinci Code), regia di Ron Howard
- X-Men - Conflitto finale (X-Men: The Last Stand), regia di Brett Ratner

#### Film commedia preferito
- Cambia la tua vita con un click (Click), regia di Frank Coraci
- A casa con i suoi (Failure to Launch)), regia di Tom Dey
- La gang del bosco (Over the Hedge), regia di Tim Johnson e Karey Kirkpatrick

#### Film per famiglie preferito
- Cars - Motori ruggenti (Cars), regia di John Lasseter
- L'era glaciale 2 - Il disgelo (Ice Age: The Meltdown), regia di 	Carlos Saldanha
- La gang del bosco (Over the Hedge), regia di Tim Johnson e Karey Kirkpatrick

### Recitazione

#### Star maschile cinematografica preferita
- Johnny Depp
- Tom Hanks
- Denzel Washington

#### Star femminile cinematografica preferita
- Jennifer Aniston
- Halle Berry
- Sandra Bullock

#### Attore protagonista preferito
- Vince Vaughn
- Matt Damon
- Brad Pitt

#### Attrice protagonista preferita
- Cameron Diaz
- Kirsten Dunst
- Scarlett Johansson

#### Attore preferito in un film d'azione
- Johnny Depp
- Samuel L. Jackson
- Jet Li

#### Attrice preferita in un film d'azione
- Halle Berry
- Kate Beckinsale
- Uma Thurman

#### Combinazione preferita cinematografica
- Johnny Depp e Keira Knightley – Pirati dei Caraibi - La maledizione del forziere fantasma (Pirates of the Caribbean: Dead Man's Chest)
- Matt Damon, Leonardo DiCaprio e Jack Nicholson – The Departed - Il bene e il male (The Departed)
- Jennifer Aniston e Vince Vaughn – Ti odio, ti lascio, ti... (The Break-Up)

## Televisione

### Programmi

#### Serie TV drammatica preferita
- Grey's Anatomy
- CSI - Scena del crimine (CSI: Crime Scene Investigation)
- Dr. House - Medical Division  (House, M.D.)

#### Serie TV commedia preferita
- Due uomini e mezzo (Two and a Half Men)
- The King of Queens
- My Name Is Earl

#### Serie d'animazione preferita
- I Simpson (The Simpsons)
- I Griffin (Family Guy)
- King of the Hill

#### Reality/competition show preferito
- American Idol
- Deal or No Deal (Affari tuoi)
- Extreme Makeover: Home Edition

#### Nuova serie TV drammatica preferita
- Heroes
- Brothers & Sisters - Segreti di famiglia (Brothers & Sisters)
- Ugly Betty

#### Nuova serie TV commedia preferita
- The Class - Amici per sempre (The Class)
- 30 Rock
- Til Death - Per tutta la vita ('Til Death)

### Recitazione e conduzione

#### Star maschile televisiva preferita
- Patrick Dempsey
- Charlie Sheen
- Kiefer Sutherland

#### Star femminile televisiva preferita
- Eva Longoria
- Jennifer Love Hewitt
- Julia Louis-Dreyfus

#### Presentatore preferito di un programma diurno
- Ellen DeGeneres
- Jay Leno
- Oprah Winfrey

## Musica

### Artista maschile preferito
- Kenny Chesney
- Trace Adkins
- Toby Keith

### Artista femminile preferita
- Carrie Underwood
- Faith Hill
- Shakira

### Gruppo musicale preferito
- Nickelback
- The Black Eyed Peas
- Red Hot Chili Peppers

### Canzone Pop preferita
- Hips Don't Lie – Shakira feat. Wyclef Jean
- Promiscuous – Nelly Furtado feat. Timbaland
- Stupid Girls – Pink

### Canzone Rock preferita
- Who Says You Can't Go Home – Bon Jovi
- Call Me When You're Sober – Evanescence
- Dani California – Red Hot Chili Peppers

### Canzone R&B preferita
- SexyBack – Justin Timberlake feat. Timbaland
- Ain't No Other Man – Christina Aguilera
- Shake It Off – Mariah Carey

### Canzone Country preferita
- Before He Cheats – Carrie Underwood
- What Hurts the Most – Rascal Flatts
- When the Stars Go Blue – Tim McGraw

### Canzone Hip-hop preferita
- Ridin' – Krayzie Bone
- Grillz – Nelly
- Shake That – Eminem feat. Nate Dogg

### Cover musicale preferita
- Life Is a Highway – Rascal Flatts
- Crazy – Alanis Morissette
- Save the Last Dance for Me – Michael Bublé

### Canzone preferita di una colonna sonora
- Life Is a Highway, dalla colonna sonora del film Cars - Motori ruggenti (Cars) – Rascal Flatts
- Crazy, dalla colonna sonora del film Il diavolo veste Prada (The Devil Wears Prada) – Alanis Morissette
- Real Gone, dalla colonna sonora del film Cars - Motori ruggenti (Cars) – Sheryl Crow